# Катникова, Екатерина Николаевна
Катникова Екатерина Николаевна (род. 22 марта 1994, Чусовой, Пермская область, Россия) — российская спортсменка, член сборной России по санному спорту. Двукратная чемпионка мира 2020 года.

## Спортивная карьера
На первенстве Европы среди юниоров 2012-2013 в личной дисциплине стала бронзовым призёром, через год повторила свое достижение.
В сезоне 2014-2015 начала выступление в основном составе национальной сборной по санному спорту. На соревнованиях в Сигулде, в феврале 2015 года стала чемпионкой мира по санному спорту среди спортсменов до 23 лет.
На чемпионате мира 2020 года в Сочи Екатерина стала двукратной чемпионкой в классических одиночных санях и в спринте. Победа Катниковой стала для России первой за 42 года в соревнованиях среди женщин. В последний раз титул чемпионки мира в 1978 года выиграла Вера Зозуля.